# Cehova, Rujîn
Cehova (în ucraineană Чехова) este un sat în comuna Berezeanka din raionul Rujîn, regiunea Jîtomîr, Ucraina.

## Demografie
Componența lingvistică a localității Cehova
     Ucraineană (98,41%)
     Rusă (1,59%)
Conform recensământului din 2001, majoritatea populației localității Cehova era vorbitoare de ucraineană (98,41%), existând în minoritate și vorbitori de rusă (1,59%).